# 지구방위대
《지구방위대》는 대한민국의 MBN에 방송한 예능 프로그램이다.

## 기획 의도
방위 및 사회복무요원 출신 셀러브리티들이 모여 지역사회를 지키는 콘셉트의 예능프로그램이다.

## 방송 시간
| 방송 채널 | 방송 기간                         | 방송 시간                   | 비고 |
| --------- | --------------------------------- | --------------------------- | ---- |
| MBN       | 2020년 2월 13일 ~ 2020년 4월 23일 | 매주 목요일 밤 9:30 ~ 11:00 |      |

## 출연진
- 김구라 - 동사무소 직원

- 전진 - 구청 출신
- 김형준 - 법원 출신

## 시청률
최저 시청률과 최고 시청률은 시청률 조사회사와 지역별로 시청률에 차이가 있을 수 있습니다.
| 회차 | 방송일   | AGB 시청률     |
| 회차 | 방송일   | 대한민국(전국) |
| ---- | -------- | -------------- |
| 1    | 2월 13일 | %              |
| 2    | 2월 20일 | %              |
| 3    | 2월 27일 | %              |

## 제작진
- 책임프로듀서 : 권오용
- 연출 : 이소진, 김관수, 박효진
- 작가 김성원, 최지영, 문주란, 고아라, 박예슬, 이서현, 전민정, 박혜림, 고다원